# FA Premier liga 2014./15.
FA Premier liga 2014./15. je bila 23. sezona engleske nogometne Premier lige. Započela je 16. kolovoza 2014., a završila 24. svibnja 2015. godine. U njoj se dvokružnim sustavom natjecalo 20 momčadi, koje je sačinjavalo 17 najbolje plasiranih momčadi iz prethodne sezone 2013./14. i 3 momčadi promaknute iz Championship lige - Leicester City, Burnley i QPR. Prvenstvo je s 87 bodova osvojio Chelsea, kojem je to bio četvrti naslov prvaka Engleske u povijesti.

## Momčadi i stadioni
| Momčad          | Grad                | Stadion                    | Kapacitet |
| --------------- | ------------------- | -------------------------- | --------- |
| Arsenal         | London              | Emirates Stadium           | 60272     |
| Aston Villa     | Birmingham          | Villa Park                 | 42682     |
| Burnley         | Burnley             | Turf Moor                  | 21401     |
| Chelsea         | London              | Stamford Bridge            | 41798     |
| Crystal Palace  | London              | Selhurst Park              | 25747     |
| Everton         | Liverpool           | Goodison Park              | 39571     |
| Hull City       | Kingston na Hullu   | KC Stadium                 | 25400     |
| Leicester City  | Leicester           | King Power Stadium         | 32312     |
| Liverpool       | Liverpool           | Anfield                    | 45276     |
| Manchester City | Manchester          | City of Manchester Stadium | 46708     |
| Manchester Utd  | Manchester          | Old Trafford               | 75635     |
| Newcastle       | Newcastle upon Tyne | St James' Park             | 52405     |
| QPR             | London              | Loftus Road                | 18000     |
| Southampton     | Southampton         | St Mary's Stadium          | 32505     |
| Stoke City      | Stoke-on-Trent      | Britannia Stadium          | 27740     |
| Sunderland      | Sunderland          | Stadium of Light           | 48707     |
| Swansea         | Swansea             | Liberty Stadium            | 20827     |
| Tottenham       | London              | White Hart Lane            | 36284     |
| West Brom       | West Bromwich       | The Hawthorns              | 26445     |
| West Ham        | London              | Boleyn Ground              | 35245     |

## Poredak na kraju sezone
| #   | Momčad          | Ut. | Pob. | N. | Por. | G+ | G- | RG  | Bod. |                                                         |
| --- | --------------- | --- | ---- | -- | ---- | -- | -- | --- | ---- | ------------------------------------------------------- |
| 1.  | Chelsea         | 38  | 26   | 9  | 3    | 73 | 32 | +41 | 87   | Kvalificirali se izravno u grupnu fazu Lige prvaka      |
| 2.  | Manchester City | 38  | 24   | 7  | 7    | 83 | 38 | +45 | 79   | Kvalificirali se izravno u grupnu fazu Lige prvaka      |
| 3.  | Arsenal         | 38  | 22   | 9  | 7    | 71 | 36 | +35 | 75   | Kvalificirali se izravno u grupnu fazu Lige prvaka      |
| 4.  | Manchester Utd  | 38  | 20   | 10 | 8    | 62 | 37 | +25 | 70   | Kvalificirali se u doigravanje za Ligu prvaka           |
| 5.  | Tottenham       | 38  | 19   | 7  | 12   | 58 | 53 | +5  | 64   | Kvalificirali se izravno u grupnu fazu Europske lige    |
| 6.  | Liverpool       | 38  | 18   | 8  | 12   | 52 | 48 | +4  | 62   | Kvalificirali se izravno u grupnu fazu Europske lige    |
| 7.  | Southampton     | 38  | 18   | 6  | 14   | 54 | 33 | +21 | 60   | Kvalificirali se u treće kolo doigravanja Europske lige |
| 8.  | Swansea         | 38  | 16   | 8  | 14   | 46 | 49 | -3  | 56   |                                                         |
| 9.  | Stoke City      | 38  | 15   | 9  | 14   | 48 | 45 | +3  | 54   |                                                         |
| 10. | Crystal Palace  | 38  | 13   | 9  | 16   | 47 | 51 | -4  | 48   |                                                         |
| 11. | Everton         | 38  | 12   | 11 | 15   | 48 | 50 | -2  | 47   |                                                         |
| 12. | West Ham        | 38  | 12   | 11 | 15   | 44 | 47 | -3  | 47   | Kvalificirali se u prvo kolo doigravanja Europske lige  |
| 13. | West Brom       | 38  | 11   | 11 | 16   | 38 | 51 | -13 | 44   |                                                         |
| 14. | Leicester City  | 38  | 11   | 8  | 19   | 46 | 55 | -9  | 41   |                                                         |
| 15. | Newcastle       | 38  | 10   | 9  | 19   | 40 | 63 | -23 | 39   |                                                         |
| 16. | Sunderland      | 38  | 7    | 17 | 14   | 31 | 53 | -22 | 38   |                                                         |
| 17. | Aston Villa     | 38  | 10   | 8  | 20   | 31 | 57 | -26 | 38   |                                                         |
| 18. | Hull City       | 38  | 8    | 11 | 19   | 33 | 51 | -18 | 35   | Ispali u Championship                                   |
| 19. | Burnley         | 38  | 7    | 12 | 19   | 28 | 53 | -25 | 33   | Ispali u Championship                                   |
| 20. | QPR             | 38  | 8    | 6  | 24   | 42 | 73 | -31 | 30   | Ispali u Championship                                   |

## Najbolji strijelci lige
| Poz. | Igrač          | Klub            | Golovi |
| ---- | -------------- | --------------- | ------ |
| 1    | Sergio Agüero  | Manchester City | 26     |
| 2    | Harry Kane     | Tottenham       | 21     |
| 3    | Diego Costa    | Chelsea         | 20     |
| 4    | Charlie Austin | QPR             | 18     |
| 5    | Alexis Sánchez | Arsenal         | 16     |
| 6    | Saido Berahino | West Brom       | 14     |
| 6    | Olivier Giroud | Arsenal         | 14     |
| 6    | Eden Hazard    | Chelsea         | 14     |

## Najbolji asistenti lige
| Poz. | Igrač            | Klub           | Asistencije |
| ---- | ---------------- | -------------- | ----------- |
| 1    | Cesc Fàbregas    | Chelsea        | 18          |
| 2    | Santi Cazorla    | Arsenal        | 11          |
| 3    | Chris Brunt      | West Brom      | 10          |
| 3    | Ángel Di María   | Manchester Utd | 10          |
| 3    | Gylfi Sigurdsson | Swansea        | 10          |
| 6    | Leighton Baines  | Everton        | 9           |
| 6    | Eden Hazard      | Chelsea        | 9           |
| 6    | Jordan Henderson | Liverpool      | 9           |

## Nagrade
| Nagrada                      | Osvajač       | Klub    |
| ---------------------------- | ------------- | ------- |
| Menadžer sezone Premier lige | José Mourinho | Chelsea |
| Igrač sezone Premier lige    | Eden Hazard   | Chelsea |

## Momčad sezone (u formaciji 4–4–2)
| Golman    | David de Gea (Manchester Utd) | David de Gea (Manchester Utd) | David de Gea (Manchester Utd) | David de Gea (Manchester Utd) | David de Gea (Manchester Utd) | David de Gea (Manchester Utd) | David de Gea (Manchester Utd) | David de Gea (Manchester Utd) | David de Gea (Manchester Utd) | David de Gea (Manchester Utd) | David de Gea (Manchester Utd) | David de Gea (Manchester Utd) |
| Obrana    | Branislav Ivanović (Chelsea)  | Branislav Ivanović (Chelsea)  | Branislav Ivanović (Chelsea)  | John Terry (Chelsea)          | John Terry (Chelsea)          | John Terry (Chelsea)          | Gary Cahill (Chelsea)         | Gary Cahill (Chelsea)         | Gary Cahill (Chelsea)         | Ryan Bertrand (Southampton)   | Ryan Bertrand (Southampton)   | Ryan Bertrand (Southampton)   |
| Vezni red | Nemanja Matić (Chelsea)       | Nemanja Matić (Chelsea)       | Nemanja Matić (Chelsea)       | Alexis Sánchez (Arsenal)      | Alexis Sánchez (Arsenal)      | Alexis Sánchez (Arsenal)      | Philippe Coutinho (Liverpool) | Philippe Coutinho (Liverpool) | Philippe Coutinho (Liverpool) | Eden Hazard (Chelsea)         | Eden Hazard (Chelsea)         | Eden Hazard (Chelsea)         |
| Napad     | Diego Costa (Chelsea)         | Diego Costa (Chelsea)         | Diego Costa (Chelsea)         | Diego Costa (Chelsea)         | Diego Costa (Chelsea)         | Diego Costa (Chelsea)         | Harry Kane (Tottenham)        | Harry Kane (Tottenham)        | Harry Kane (Tottenham)        | Harry Kane (Tottenham)        | Harry Kane (Tottenham)        | Harry Kane (Tottenham)        |